# Mike Gallagher (Radiomoderator)

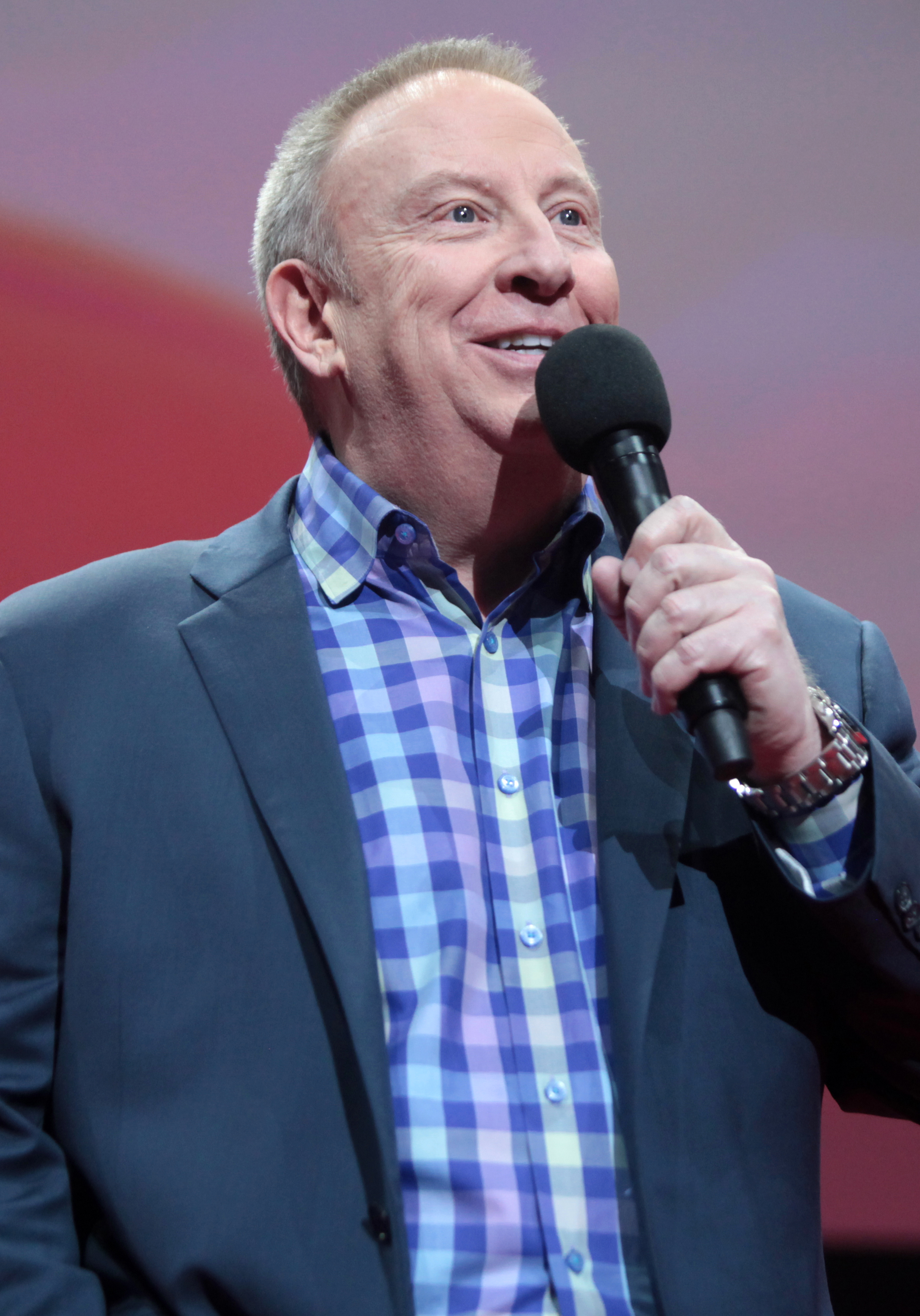
Mike Gallagher

Mike Gallagher (* 1960 als Michael Smelstor) ist ein US-amerikanischer Radiomoderator. Er sieht sich selbst als konservativ und vertritt gelegentlich rechtspopulistische Meinungen.
Er ist Moderator der nach ihm benannten Mike Gallagher Show, die über das Salem Radio Network landesweit ausgestrahlt wird. Er tritt gelegentlich beim rechten Sender Fox News Channel als Gast auf. Laut dem Talkers Magazine ist Gallagher der am sechsthäufigsten gehörte Moderator in den USA.

## Karriere

### Radio
Er begann bereits als Siebzehnjähriger in Dayton, Ohio, Radio zu machen. Er begann bei WAVI-AM und wechselte später zu WFBC-AM in Greenville, South Carolina (heute WORD-AM), wo seine Karriere an Fahrt aufnahm. Er wurde "Station Manager", also Leiter der Abteilung. Er ging dann nach Albany, New York zu WGY-AM, wo er seine Karriere fortsetzte. 1998 wurde die The Mike Gallagher Show ins Leben gerufen.

### Bücher
Im Sommer 2006, veröffentlichte er das Buch Surrounded by Idiots: Fighting Liberal Lunacy in America (2005, William Morrow; ISBN 0-06-073798-0), (Umgeben von Idioten: Der Kampf gegen die liberale Idiotie in Amerika), welches ein Bestseller wurde.

### Ansichten
Mike Gallagher vertritt in seinen Sendungen, konservative bis zu reaktionäre Standpunkte. Er ist Anhänger der Abtreibungsgegner, vertritt eine Art Manchesterkapitalismus und ist in der Politik im Nahen Osten auf der Seite Israels. Den Irakkrieg befürwortete er. Er vertrat die Auffassung, Muslime sollten in den USA nicht mehr die gleichen Rechte wie der Rest der Bürger haben. Insbesondere sollten sie an Flughäfen ausgegrenzt werden. Er forderte in diesem Zusammenhang "Muslims Only"-Fluglinien. Außerdem sollten diese gründlicher als andere Passagiere untersucht werden und an eignen Schlangen stehen müssen."
Im Oktober 2006 gab er der umstrittenen extremistischen Westboro Baptist Church ein Forum. Im Gegenzug nahmen diese Abstand von einer geplanten Störung einer Beerdigung von Amischen, die bei einem Massaker ermordet worden waren.
Gallagher forderte im Dezember 2006, dass Kritiker George Bushs verhaftet werden sollten. Er sagte dazu Folgendes:

“I think we should round up all of these folks. Round up Joy Behar. Round up Matt Damon, who last night on MSNBC attacked George Bush and Dick Cheney. Round up Olbermann. Take the whole bunch of them and put them in a detention camp until this war is over because they’re a bunch of traitors.”

„Ich denke, wir sollten diese Kerle verhaften. Verhaftet Joy Behar. Verhaftet Matt Damon, der letzte Nacht auf MSNBC George Bush und Dick Cheney attackiert hat. Verhaftet Olbermann. Nehmt die ganze Bande gefangen und steckt sie in ein Gefangenenlager, bis der Krieg vorbei ist denn das ist eine Bande von Verrätern.“

Die genannte Joy Behar betreibt wie Gallagher eine politische Radiosendung, vertritt jedoch eine andere politische Gesinnung.

## Privatleben
Gallagher stammt aus Dayton, Ohio als Sohn von Leon und Marge Gallagher. Sein Vater betrieb eine Pizzeria mit Bringdienst. Gallaghers Vater starb, als er 11 war an Leukämie. Seine Mutter starb 10 Jahre später an Blasenkrebs. Während seiner Schulzeit spielte er im Schultheater.
2008 starb seine Frau Denise an Krebs.